# Комаров Дмитро Костянтинович
Дмитро́ Костянти́нович Комаро́в (нар. 17 червня 1983, Київ)  — український журналіст, мандрівник, фотограф, автор і ведучий програми «Світ навиворіт». Заслужений журналіст України. Автор документального проєкту «Рік».

## Життєпис
Дмитро народився 17 червня 1983 року в Києві. Батьки — Костянтин та Ніна Комарови. Був першою дитиною в сім'ї. У нього є молодші брат та сестра — двійнята Микола та Ангеліна, яких назвали на честь бабусі та діда.
Після закінчення середньої загальноосвітньої школи продовжив навчання в університеті, здобувши дипломи інженера та фахівця зі зв'язків із громадськістю. Про кар'єру журналіста він мріяв ще у юнацтві, пишучи статті та нотатки для місцевих періодичних видань. У журналістику прийшов у ранньому віці: першу статтю опублікував в 12 років, а у 16 вже отримав першу роботу у тижневику «Теленеделя». Там займав посаду редактора колонки «Чоловік» (рос. «Мужчина»). Дмитро жартує, що отримав першу роботу раніше за паспорт.
За першою освітою — інженер (Національний транспортний університет). За другою — фахівець зі зв'язків з громадськістю (Київський національний університет культури і мистецтв).
У 17 років Комаров працював фотокореспондентом, знімав українських та світових зірок, які приїжджали на гастролі до Києва, а згодом продавав ексклюзивні фото різним виданням. Так його ім'я поступово почало з'являтися на сторінках популярних газет та журналів та завойовувати авторитет у журналістських колах.
Як журналіст та фотограф співпрацював із десятками друкованих видань. Протягом шести років був кореспондентом газети «КП в Україні», з 2007 до 2010 року працював спеціальним кореспондентом газети «Известия в Украине», був автором статей журналів «Playboy», EGO та ін.
Ще студентом Дмитро захоплювався подорожами, обираючи при цьому маловідомі маршрути і непопулярні напрямки. У таких поїздках він знайомився з місцевим населенням та самобутньою культурою різних країн. Після повернення до України Комаров продавав фоторепортажі з екзотичних країн різним виданням, робив фотовиставки і таким чином оплачував нові подорожі.
В одній з таких поїздок Таїландом народилася ідея створити власну програму про подорожі, яка згодом отримала назву «Світ навиворіт». Ще до проєкту «Світ навиворіт» Комаров самостійно об'їздив понад 20 країн.
Ідею нового проєкту Комаров пропонував багатьом телеканалам, але отримував відмову, доки не познайомився з генеральним директором телеканалу «Сіті» та одним із продюсерів телеканалу «1+1». Вони запропонували зробити пілотний випуск самостійно та показати результат. Перший сезон програми «Світу навиворіт» Комаров випустив за власний кошт. Сезон був присвячений Камбоджі та налічував 8 випусків. Перший ефір проєкту «Світ навиворіт» вийшов 11 грудня 2010 року на телеканалі «1+1». Станом на вересень 2023 року вийшло 14 сезонів програми.
Відтоді свою діяльність Комаров продовжив у рамках власного телепроєкту. Відвідуючи екзотичні країни, він проводить журналістські розслідування, робить спеціальні репортажі з місць масштабних катастроф, всесвітньо відомих фестивалів, а також бере ексклюзивні інтерв'ю. Часто репортажі Комарова є унікальними або такими, що змогли повторити лише деякі журналісти у світі.
Дмитро змалку дуже любить гори. Під час подорожей він неодноразово піднімався на гірські вершини та брав участь у сходженнях, які потребують альпіністських навичок. Комаров зійшов на Айленд-Пік (6165 м), Уайна-Потосі (6088 м), Кіліманджаро (5895 м), Монблан (4807 м), Фудзіяму (3776 м).
У 2021 році запустив новий авторський проєкт про подорожі Україною «Мандруй Україною з Дмитром Комаровим». Він побив рекорди телеперегляду та став найрейтинговішою програмою про подорожі на українському телебаченні за всю історію вимірів. Станом на вересень 2023 року вийшло 3 сезони проєкту на телеканалі «1+1».
З лютого 2022 року відкрито висвітлює та засуджує вторгнення російських військ на територію України та вважає неприйнятним вбивства мирних громадян окупаційними військами Росії. Як журналіст документує хроніку війни, буває в гарячих точках і на передовій.
Серед перших зайшов до міст Київської області після їхнього звільнення від окупації російськими військами. Так, був у складі першої колони українських військових у Гостомелі, а також став першим журналістом, який зняв репортажі з міст Буча та Ірпінь. З квітня 2022 року Комарову заборонено в'їзд територію РФ на 50 років.
24 лютого 2023 на телеканалі «1+1» до річниці повномасштабної російсько-української війни вийшов авторський документальний проєкт «Рік». В ньому показали репортажі Комарова з гарячих точок та ексклюзивні інтерв'ю з найвпливовішими військовими керівниками України — в тому числі з Президентом України Володимиром Зеленським та Головнокомандувачем ЗСУ Валерієм Залужним, який дав Дмитру Комарову перше відеоінтерв'ю з початку повномасштабного вторгнення Росії.
«Рік» отримав рекордно високі рейтинги телеперегляду та став найбільш обговорюваним телепроєктом з початку повномасштабного вторгнення. Його цитували найавторитетніші видання світу — такими як The Times, The Independent, The Sun та інші. Пізніше він був перекладений різними мовами світу — в тому числі французькою, іспанською, португальською та англійською.
Навесні 2023 вийшов спецпроєкт «Рік. За кадром», куди увійшли повні версії інтерв'ю і кадри, які не можна було показувати раніше.
Загалом випуски обох проєктів на YouTube подивились більше 30 мільйонів разів (станом на вересень 2023).
Восени 2023 вийшли дві авторські документальні роботи Дмитра Комарова —  «Рік. Харківщина», присвячений деокупації Харківської області Збройними Силами України восени 2022 року та «Рік. Херсон» — до річниці звільнення Херсона та Правобережної Херсонщини.
В листопаді Комаров анонсував новий сезон «Світу навиворіт», присвячений Україні.

## Особисте життя
Батьки — Костянтин та Ніна Комарови. Був першою дитиною в сім'ї. У нього є молодші брат та сестра — двійнята Микола та Ангеліна, яких назвали на честь бабусі та діда.
Брат Микола займається створенням комп'ютерних ігор, а сестра Ангеліна — стилістка-перукарка.
У травні 2019 року одружився з журналісткою та моделлю Олександрою Кучеренко. Вінчання відбулося у православному храмі Єрусалима, медовий місяць молодята провели на Мальдівах. У 2025 році пара розлучилася.
14 березня 2025 року Дмитро Комаров офіційно підтвердив, що розлучається з дружиною Олександрою Кучеренко.
Одне з хобі — лижний спорт. Займається ним зі студентських років.

## Благодійність
Створив благодійну ініціативу #ЧашкаКави, яка допомагає тяжкохворим дітям. Ідея проєкту полягає в тому, що відмовившись від суми, яка дорівнює одній чашці кави на день, і передавши її на благодійність, кожен може врятувати життя. Комаров реалізовує проєкт через власні сторінки в соціальних мережах, виступаючи гарантом того, що зібрані гроші повністю підуть на лікування дитини. Ініціативу підтримує співачка Надя Дорофєєва, а у колаборації з дизайнером Андре Таном були створені іграшки та екосумка, гроші від продажу яких пішли на лікування підопічних проєкту.
Ініціатива #ЧашкаКави зібрала понад 38 мільйонів гривень та допомогла врятувати 32 дитячі життя.
За використання своїх соцмереж з максимальною користю та ініціативу #ЧашкаКави Дмитро Комаров був удостоєний спеціальної премії «Instagram року» від журналу «XXL».
Під час пандемії Комаров спрямував зусилля на боротьбу з коронавірусом. Він придбав апарат ШВЛ для київської обласної дитячої лікарні у місті Боярка, разом із партнерами #ЧашкаКави допоміг забезпечити необхідними засобами безпеки клініки у Черкаській та Луганській областях.
Під час російсько-української війни займається волонтерською діяльністю, яку не афішує.
12 липня 2022 року на благодійному аукціоні продав свій суперкар Chrysler Crossfire за мільйон гривень. Отримані гроші відправив на потреби Збройних Сил України.

## Нагороди та премії
- 2012 — «Фаворит телепреси 2012».[32]
- 2016 — «Телетріумф», номінація «Найкращий ведучий розважальної програми».[33]
- 2016 — «Viva! Найкрасивіші», номінація «Найкрасивіший чоловік 2016 року».[34]
- 2018 — «XXL men's Awards 2018», номінація «Обличчя з екрану».[27]
- 2018 — спеціальна премія «Instagram року» від журналу «XXL» за проєкт #ЧашкаКави.[35]
- 2018 — премія «Золотий лайк» від телеканалу «1+1», номінація «Реаліті року».[36]
- 2020 — почесне звання «Заслужений журналіст України».[37]
- 2021 — «Ukraine Tourism Awards» за проєкт «Мандруй Україною з Дмитром Комаровим».[38]

## Рекорди
- 2009 — під час подорожі Індією Дмитро Комаров подолав 20 000 км за 90 днів і встановив рекорд «максимальний пробіг Індією своїм ходом за мінімальний термін».
- 2015 — після виходу 100-го випуску програму «Світ навиворіт» було внесено до Національного реєстру рекордів України за «найбільшу кількість туристичних телепрограм, знятих знімальною групою з двох осіб».
- 2018 — під час туру містами України Дмитро Комаров роздав 10 185 автографів та встановив рекорд «наймасовіша офіційно зареєстрована автограф-сесія».[39]
- 2019 — Дмитро разом із досвідченим пілотом Ігорем Табанюком та двома іншими членами екіпажу встановили рекорд України, облетівши всі області країни, крім зони бойових дій на сході та Криму. Вони відвідали 33 аеродроми малої авіації за 3 дні.[40]

Також Дмитро Комаров неодноразово ініціював отримання рекордів героями своїх програм «Світ навиворіт» та «Мандруй Україною»:
- 2017 — Непал — 24-річному Кахендре Тапа Магара, якого називали «Маленьким Буддою», повернули звання «найменшої мобільної людини» у «Книзі рекордів Гіннесса». При рості в 67 см Кахендра втратив цей титул у 2010 році, оскільки був знайдений нижчий чоловік. Перегляд даних, ініційований програмою «Світ навиворіт», показав, що Кахендра все ж був найнижчою людиною у світі.
- 2018 — Бразилія — Вітор Мартінс був внесений до Національного реєстру рекордів Бразилії як «Найтатуйованіша доросла людина Бразилії».
- 2019 — Бразилія — Валдір Сегато встановив рекорд «Найбільший ненатуральний біцепс Бразилії».
- 2020 — Пакистан — Ахмед Хан встановив рекорд «З витріщення очей у Пакистані»[41].
- 2020 — Україна — Павло Клець вперше здійснив «Стрибок з парашутом з-під кошика повітряної кулі з кріпленням за коліна», встановивши світовий рекорд. Закріпивши ноги спеціальними кріпленнями за повітряну кулю, екстремал піднявся на висоту понад 2500 метрів, розрізав троси, відкрив парашут у вільному падінні та приземлився[41].
- 2021 — Еквадор — під час експедиції на вулкан Котопаксі Вікторія Сальседо отримала світовий рекорд «Єдина дівчина у світі, яка досягла висоти 5114 м, маючи лише одну кінцівку»[42].

## Фотопроєкти
- 2005 — «Африка» — фотовиставка за підсумками експедиції до Кенії і Танзанії.
- 2007—2008 — «Непал. Рік 2064»[43].
- 2009 — «Індосутра», виставка за підсумками експедиції до Індії.[44]
- 2012 — «Азія: світ навиворіт», виставка за підсумками експедиції до країн Південно-Східної Азії[45].

## Телепроєкти
- 2010 — дотепер — «Світ навиворіт» (автор і ведучий).
- 2016 — «Київ Вечірній» (запрошена зірка)[46].
- 2017 — «Танці з зірками» (учасник в парі з Олександрою Кучеренко)[47].
- 2017 — «Ліга Сміху» (запрошена зірка)[48].
- 2020 — «Хто зверху?» (запрошена зірка).
- 2021 — дотепер — «Мандруй Україною з Дмитром Комаровим» (автор, ведучий)[49].
- 2023 — «Рік» (автор, ведучий).
- 2023 — «Рік. За кадром» (автор, ведучий).
- 2023 — «Рік. Харківщина» (автор, ведучий)[50].
- 2023 — «Рік. Херсон» (автор, ведучий).

## Цікаві факти
- У всі подорожі Дмитро Комаров бере із собою талісман — український прапор.[51]
- У подорожах використовує рюкзак української фірми.
- У В'єтнамі чаклун племені зао навсправжки намагався одружити свою дочку з Дмитром Комаровим. Єдина його умова — журналіст назавжди оселиться в племені або хоча б в Ханої[52].
- «Світ навиворіт» був визнаний телепроєктом року за версією газети «Известия в Украине»[53].
- В одному з випусків про мандрівку Японією Дмитро взяв участь у зйомках кліпу популярного жіночого гурту Idol College[54] в ролі журналіста і фаната.
- Закінчив 6 класів музичної школи за класом фортепіано.[55]
- Після експедиції до Китаю став фанатом чаю пуер.[56]
- Вміє пілотувати літак малої авіації.[57]
- Улюблена страва — тайський суп том ям. Дмитро Комаров вміє та любить готувати його самостійно.